# Austrodecidae
Austrodecidae är en familj av havsspindlar. Austrodecidae ingår i klassen havsspindlar, fylumet leddjur och riket djur. Enligt Catalogue of Life omfattar familjen Austrodecidae 56 arter. 
Kladogram enligt Catalogue of Life:
| Austrodecidae | \| \| Austrodecus \| \| \| \| \| \| Pantopipetta \| \| \| \| |
|               | \| \| Austrodecus \| \| \| \| \| \| Pantopipetta \| \| \| \| |
|               | Ammotheidae                                                  |
|               |                                                              |
|               | Callipallenidae                                              |
|               |                                                              |
|               | Colossendeidae                                               |
|               |                                                              |
|               | Endeididae                                                   |
|               |                                                              |
|               | Nymphonidae                                                  |
|               |                                                              |
|               | Pantopoda                                                    |
|               |                                                              |
|               | Phoxichilidiidae                                             |
|               |                                                              |
|               | Pycnogonidae                                                 |
|               |                                                              |
|               | Rhynchothoracidae                                            |
|               |                                                              |
|               | Austrodecus                                                  |
|               |                                                              |
|               | Pantopipetta                                                 |
|               |                                                              |

|  | Austrodecus  |
|  |              |
|  | Pantopipetta |
|  |              |